# Композитні методи квантової хімії
Композитні методи квантової хімії, також називані термохімічними рецептами,
― це методи обчислювальної хімії, розроблені для досягнення найвищої точності обчислення енергії завдяки комбінуванню результатів кількох високоточних розрахунків. Екстраполятивні за своєю природою, вони все ж таки належать до ab initio методів квантової хімії. Їх використовують для обчислення термодинамічних величин,
таких як ентальпія утворення, ентальпія атомізації, енергія іонізації, спорідненість до електрона. Очікувана похибка результату зіставна з хімічною точністю, тобто не перевищує 1 ккал/моль.
Традиційно поєднуються результати вищих методів у малому базисному наборі  із результатами менш точних методів у розширеному базисному наборі. Першу загальнозастосовну модель такого типу Gaussian-1 (G1) 
було запропоновано Дж. Поплом. Невдовзі її було замінено досить популярною Gaussian-2 (G2), 
а пізніше на Gaussian-3 (G3). 
Також відомі аналогічні розробки інших авторів. Всі вони споріднені з методами Gaussian-n, різниця полягає лише в наборі врахованих поправок, застосованих квантовохімічних методах і базисних наборах, а також способах екстраполяції.

## Методи Gaussian-n(Gn)
Метод G2 поєднує результати семи розрахунків:
1. Молекулярна геометрія розраховується на рівні MP2 в базисному наборі 6-31G(d) з усіма електронами, включеними в кореляцію. Ця геометрія застосовується на подальших етапах 2-5.
2. Найвищим застосованим методом є квадратична конфігураційна взаємодія[en], а саме QCISD(T) в базисному наборі 6-311G(d). В цьому ж розрахунку отримують енергії MP2 та MP4, які теж будуть використані.
3. Вплив поляризаційних функцій оцінюється розрахунком MP4 в базисному наборі 6-311G(2df,p).
4. Вплив дифузних функцій оцінюється розрахунком MP4 в базисному наборі 6-311+G(d,p).
5. Найбільший базисний набір 6-311+G(3df,2p) застосовується на рівні MP2.
6. Виконується оптимізація геометрії методом Гартрі — Фока в базисному наборі 6-31G(d) для наступного кроку.
7. Розраховуються частоти нормальних коливань для отримання енергії нульових коливань (англ. ZPVE).

Всі ці внески розглядаються як адитивні, тож формула для повної енергії виглядає так:
E(QCISD(T))
із 2 + [E(MP4)
із 3 - E(MP4)
із 2] + [E(MP4)
із 4 - E(MP4)
із 2] + [E(MP2)
із 5 + E(MP2)
із 2 - E(MP2)
із 3 - E(MP2)
із 4]
До цього значення додається масштабована енергія нульових коливань і емпірична поправка (англ. HLC), яка має врахувати вищі ступені електронної кореляції. Доданок набуває такого вигляду:
0,8929 x E(ZPVE)
із 7 - 0,00481 x (кількість валентних електронів) - 0,00019 x (кількість неспарованих валентних електронів).
Для молекул, які містять атоми 3 періоду й важчі, додатково враховується спін-орбітальна взаємодія.
Застосовувалися також варіанти цього методу. В G2(MP2) прибрано кроки 3 та 4, схема спирається на енергію MP2 з кроку 5, що значно дешевше за обчислювальними витратами і веде до невеликого погіршення результату. Інколи геометричні параметри визначали методами теорії функціоналу густини, зокрема за допомогою функціоналу B3LYP. Інколи на кроці 2 замість QCISD(T) застосовувався дещо витратніший метод зв'язаних кластерів CCSD(T). В G2(+), призначеному для покращеного опису аніонів, базисний набір 6-31G(d) замінений на більш дифузний 6-31+G(d).
Метод G3 трохи покращує результат G2 лише за рахунок застосування ширших базисних наборів. В ньому також очікувано змінені параметри емпіричної поправки HLC. Окремо розроблено вторинний метод T1 як спрощену версію методу G3(MP2) для молекул із замкненою електронною оболонкою, складених із елементів H, C, N, O, F, Si, P, S, Cl та Br зі значеннями молярної маси аж до 500. Метод T1 параметризований по результатах G3(MP2) і відтворює в цілому його алгоритм з вилученими найвитратнішими кроками та модифікованою емпіричною поправкою; очікувана похибка в енергії 0,43 ккал/моль від G3(MP2) та 2,0 ккал/моль від експериментальних значень теплоти утворення. Метод T1 імплементовано в програмі Spartan.
Метод G4 додає до алгоритму кілька складніших і витратніших технік, зокрема, екстраполяцію хартрі-фоківської енергії на повний базисний набір, розрахунок геометричних параметрів та енергії нульових коливань функціоналом густини B3LYP тощо, а також містить більше параметрів HLC. G4 та спрощений G4MP2 поширено на перехідні метали.
G4(MP2)-XK
поширено на переважну більшість хімічних елементів шляхом застосування іншого базисного набору. Вважається, що G4 суттєво покращує результати G2.
Різноманітні варіанти методів G1-G4 імплементовано в програмі Gaussian'09.

## Кореляційно узгоджений композитний підхід (ccCA)
Цей підхід
спирається на екстраполяцію на повний базисний набір за допомогою кореляційно узгоджених базисних наборів cc-pVnZ і не містить емпіричних поправок. Структурні параметри молекули визначаються функціоналом густини B3LYP в базисному наборі cc-pVTZ (або cc-pV(T+d)Z для елементів третього періоду Na — Ar). Найвищий застосовуваний тут рівень теорії CCSD(T)/cc-pVTZ, враховуються також скалярні релятивістські ефекти та, лише у випадку атомів, спін-орбітальна взаємодія. За твердженням авторів, метод має тенденцію до недооцінки стандартної ентальпії утворення, очікувана помилка 0,81 ккал/моль.
Метод імплементовано в програмах NWChem та GAMESS (US).

## Методи повного базисного набору (CBS)
Методи повного базисного набору
зосереджуються на деталях систематичної екстраполяції обчисленої енергії на повний базисний набір і не містять емпіричних поправок. Врахування електронної кореляції відбувається на рівні теорії QCISD чи CCSD(T). За твердженням авторів, загальна точність зіставна з такою для відповідних методів Gaussian-n, але обчислювальні витрати нижчі.
Версії CBS-4M, CBS-QB3 та CBS-APNO імплементовано в програмі Gaussian'09 для систем, побудованих із атомів, що знаходяться не далі третього періоду. Очікувана похибка найточнішого з них CBS-APNO складає 0,5 ккал/моль, але його застосування обмежене атомами першого й другого періодів.

## Витратніші техніки
Найвища досяжна точність обчислення енергетичних величин вимагає ще більших обчислювальних витрат. Спільними недоліками згаданих нижче методів є застосування їх лише вручну та якраз величезні обчислювальні витрати. Вважається, що з подальшим розвитком обчислювальної техніки останній факт все менше заважатиме таким обчисленням.

### Метод Феллера-Петерсона-Діксона (FPD)
На відміну від фіксованої схеми з емпіричними параметрами, метод FPD
складається із гнучкої послідовності (до) 13 компонентів, яка змінюється залежно від природи досліджуваної системи та потрібної точності результату. Підхід використовує незвично високого класу базисні набори для екстраполяції на повний базисний набір, а також дуже високі корельовані методи, на кшталт CCSDTQ5. В адитивний спосіб враховуються поправки, зокрема, на взаємодію електронів остова з валентними, скалярні релятивістські ефекти, кореляційні вищого рівня. Разом із цим розглядаються похибки, що дає можливість оцінити похибку результату.
Результати тестувань
дають, зокрема, середньоквадратичну похибку в 0,31 ккал/моль для енергій атомізації та 0,0020 Å для довжини зв'язку, а також високу точність передбачуваних частот гармонічних коливань.

### Підходи Weizmann-n(Wn)
Розроблений із початковою метою перевищити "хімічну точність" передбачення, встановивши планку на рівні похибки в 1 кДж/моль (0,24 ккал/моль),
ряд методів W1-W4
вимагає широких базисних наборів (зокрема, з поляризаційними g-функціями для елементів третього періоду) для екстраполяції енергій та високих рівнів методу зв'язаних кластерів для врахування електронної кореляції (від CCSD(T) у W1 до CCSDTQ56 у W4) і не включає емпіричні параметри. Особливістю W4 є врахування діагональної поправки Борна-Оппенгеймера. Для малих молекул із елементів перших двох періодів метод W4 досягає або перевищує
експериментальну точність передбачення таких параметрів, як довжина зв'язку (похибка 0,0004 Å), частоти гармонічних коливань (похибка 1,03 см-1), перша константа ангармонічності (похибка 0,20 см-1) тощо.
Було також запропоновано версії методу з прямим урахуванням електронної кореляції Wn-F12.